# آمریکای زیبا
آمریکای زیبا (به انگلیسی: America So Beautiful) فیلمی به کارگردانی بابک شکریان و با بازی منصور است که اولین بار در آوریل سال ۲۰۰۱ به نمایش درآمد.

## داستان
هوشنگ (منصور) جوانی ایرانی است که بعد از انقلاب ایران به آمریکا مهاجرت کرده و با پادویی در یک مغازه امرار معاش می‌کند، اما رؤیای تأسیس یک کلوپ ایرانی ذهنش را به شدت درگیر کرده‌است. او با کمک دوستی به نام پرویز (فریبرز داودیان) مقداری پول جمع می‌کند ولی برای تهیه مابقی مجبور می‌شود از صاحب مغازه دزدی کند. وی بعد از سپردن پول به کارگزاری به نام سهمی (هوشنگ توزیع) با زنی به نام لوسی آشنا شده و.

## بازیگران
- منصور در نقش هوشنگ
- شهره آغداشلو در نقش یک بازیگر معروف[۳]
- دیوید دیان در نقش پرویز[۴]
- هوشنگ توزیع در نقش سهمی
- دیان گاردی در نقش لوسی
- الن دا ستی در نقش حمید
- آتوسا لئونی در نقش مریم
- بلیندا ویموث در نقش کتی[۲]

## برای مطالعهٔ بیشتر
- Loewenstein, Lael (2001-05-06). "America So Beautiful". Variety (به انگلیسی). Retrieved 2019-05-07.{{cite web}}:  نگهداری یادکرد:تاریخ و سال (link)
- Langford, Michelle (2002-05-21). "Dreams, Disco and Politics: An Interview with Babak Shokrian". Senses of Cinema (به انگلیسی). Retrieved 2019-05-07.{{cite web}}:  نگهداری یادکرد:تاریخ و سال (link)